# Castel San Lorenzo Moscato
Il Castel San Lorenzo Moscato è un vino DOC la cui produzione è consentita nella provincia di Salerno.

## Caratteristiche organolettiche
- colore: paglierino più o meno intenso.
- odore: caratteristico, delicato.
- sapore: dolce, vellutato, armonico.

## Produzione
Provincia, stagione, volume in ettolitri
- Salerno  (1992/93)  362,6
- Salerno  (1993/94)  401,0
- Salerno  (1994/95)  236,63
- Salerno  (1995/96)  203,64
- Salerno  (1996/97)  357,19